# Le Silencieux (film, 1967)
Pour plus de détails, voir Fiche technique et Distribution.
Le Silencieux (ある殺し屋, Aru koroshiya) est un film japonais réalisé par Kazuo Mori, sorti en 1967.

## Synopsis
Shiozawa travaille en tant que cuisinier dans un petit restaurant, mais il est aussi un tueur à gages professionnel. Un jour, le clan yakuza Kimura le contacte pour tuer Owada, le patron d'une organisation hostile. Il accepte de tuer cet homme pour 20 millions de yens,.

## Fiche technique
- Titre : Le Silencieux[4]
- Titre original : ある殺し屋 (Aru kroshiya?)
- Réalisation : Kazuo Mori
- Scénario : Yasuzō Masumura et Yoshihiro Ishimatsu (ja), d'après le roman Zenya de Shinji Fujiwara (ja)
- Photographie : Kazuo Miyagawa
- Montage : Toshio Taniguchi (ja)
- Décors : Seiichi Ōta
- Musique : Hajime Kaburagi (ja)
- Producteur : Hoioaki Fujii
- Société de production : Daiei
- Pays de production :  Japon
- Langue originale : japonais
- Format : couleur (Eastmancolor) - 2,35:1 (Daieiscope) - 35 mm -  son mono
- Genre : Action, yakuza eiga
- Durée : 82 minutes[5]
- Date de sortie :
  - Japon : 29 avril 1967[5]

## Distribution
- Raizō Ichikawa : Shiozawa
- Mikio Narita : Maeda
- Yumiko Nogawa : Keiko
- Asao Koike : Kimura
- Mayumi Nagisa : Shigeko
- Riki Hashimoto (ja)